# Franz Maria von Dalwigk zu Lichtenfels
Baron Franz von Dalwigk zu Lichtenfels, nemški general, * 21. april 1876, † 25. november 1947.